# El Pangui

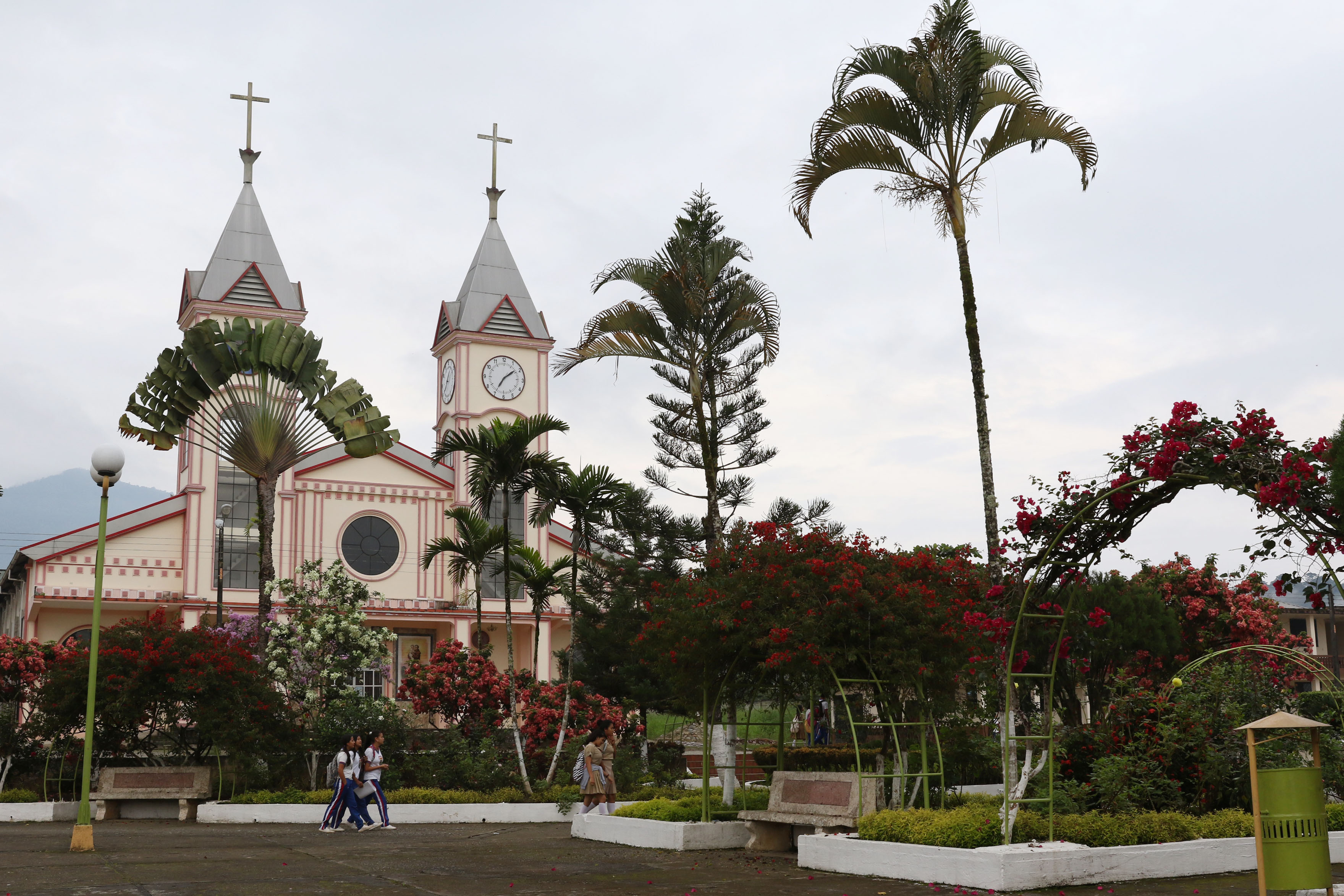
Kirche in El Pangui (2016)

El Pangui ist eine Kleinstadt und eine Parroquia urbana („städtisches Kirchspiel“) im gleichnamigen Kanton der ecuadorianischen Provinz Zamora Chinchipe. El Pangui ist Sitz der Kantonsverwaltung. Die Parroquia besitzt eine Fläche von 155,1 km². Die Einwohnerzahl lag im Jahr 2010 bei 4988. Davon lebten 3084 Einwohner im urbanen Bereich von El Pangui.

## Lage
Die Parroquia El Pangui liegt in den östlichen Anden im Südosten von Ecuador. El Pangui liegt auf einer Höhe von 862 m, 64 km nordöstlich der Provinzhauptstadt Zamora an der Fernstraße E45 (Zamora–Macas). Der Río Zamora durchquert weiter östlich das Gebiet in nördlicher Richtung. Dessen rechter Nebenfluss Río Machinaza begrenzt das Areal im Osten. Entlang der westlichen Verwaltungsgrenze fließt der Río Chuchumbleza nach Norden. Ein bis zu 2169 m hoher Höhenkamm verläuft in nördlicher Richtung durch den Westen der Parroquia.
Die Parroquia El Pangui grenzt im Norden an die Parroquia El Guismi, im Osten an die Parroquia Tundayme, im Süden an die Parroquia Pachicutza sowie im Westen an die Parroquia Chicaña (Kanton Yantzaza) und an die Parroquia Bomboiza (Kanton Gualaquiza, Provinz Morona Santiago).

## Geschichte
Am 26. Februar 1981 wurde die Parroquia rural El Pangui als Teil des Kantons Yantzaza gegründet. Am 14. Februar 1991 wurde der Kanton El Pangui gegründet und El Pangui wurde als Parroquia urbana dessen Verwaltungssitz.